# 里村昌叱
里村 昌叱（さとむら しょうしつ、1539年（天文8年） - 1603年8月30日（慶長8年7月24日））は、室町時代から安土桃山時代に活躍した連歌師。通称は弥次郎、名は仍景（なおかげ）という。別号に策庵がある。
父、里村昌休死後、父の門人である里村紹巴に養育され和歌や連歌を学んだ。また、昌叱は紹巴の娘を娶り、その間に里村昌琢を儲けた。
三条西公条から源氏物語の伝授を受けたり豊臣秀次に源氏物語の講釈を行ったりもした。また、1583年（天正11年）に細川幽斎百首に里村紹巴と共に唱和したという昌叱百首が残っている。